# Lotta greco-romana ai Giochi della XX Olimpiade - Pesi medio-massimi
La competizione della categoria pesi medio-massimi (fino a 90 kg) di lotta greco-romana dei Giochi della XX Olimpiade si è svolta dal 5 al 10 settembre 1972 al Wrestling-Judo Hall di Monaco di Baviera.

## Formato
Ad ogni incontro venivano assegnate le seguenti penalità:
| In caso di vittoria | In caso di vittoria     | In caso di pareggio | In caso di pareggio | In caso di sconfitta | In caso di sconfitta              |
| ------------------- | ----------------------- | ------------------- | ------------------- | -------------------- | --------------------------------- |
| 0                   | Per schienata, ritiro   | 2                   |                     | 3                    | Ai punti                          |
| 0,5                 | Per superiorità tecnica | 2,5                 | con passività       | 3,5                  | Per superiorità tecnica           |
| 1                   | Ai punti                | -                   | -                   | 4                    | Per schienata, ritiro, squalifica |

Con sei penalità o più il lottatore veniva eliminato. Quando rimanevano solo due o tre lottatori, si disputava un turno finale per determinare l'ordine delle medaglie.

## Risultati
| Legenda                                  | Legenda |
| ---------------------------------------- | ------- |
| Lottatore con 6 penalità o più Eliminato |         |

### 1º Turno
Si è disputato il 5 settembre
| Vincitore          | Pen. | Risultato  | Sconfitto              | Pen. |
| ------------------ | ---- | ---------- | ---------------------- | ---- |
| Wayne Baughman     | 1    | Ai Punti   | Roland Andersson       | 3    |
| Håkon Øverby       | 0    | Schienata  | Günter Kowalewski      | 4    |
| Valerij Rezancev   | 2    | = Parità = | Nicolae Neguţ          | 2    |
| Kimuchi Tani       | 1    | Ai Punti   | Jean-Marie Chardonnens | 3    |
| Czesław Kwieciński | 2    | = Parità = | Lothar Metz            | 2    |
| József Pércsi      | 1    | Ai Punti   | Stoyan Nikolov         | 3    |
| Josip Čorak        | 0    | Esentato   |                        |      |

### 2º Turno
Si è disputato il 7 settembre
| Vincitore          | Pen. | Risultato | Sconfitto              | Pen. |
| ------------------ | ---- | --------- | ---------------------- | ---- |
| Håkon Øverby       | 0    | Schienata | Roland Andersson       | 7    |
| Günter Kowalewski  | 4    | Schienata | Wayne Baughman         | 5    |
| Nicolae Neguţ      | 2    | Schienata | Kimuchi Tani           | 5    |
| Valerij Rezancev   | 2    | Schienata | Jean-Marie Chardonnens | 7    |
| Josip Čorak        | 1    | Ai Punti  | Lothar Metz            | 5    |
| Czesław Kwieciński | 3    | Ai Punti  | Stoyan Nikolov         | 6    |
| József Pércsi      | 1    | Esentato  |                        |      |

### 3º Turno
Si è disputato il 8 settembre
| Vincitore        | Pen. | Risultato   | Sconfitto          | Pen. |
| ---------------- | ---- | ----------- | ------------------ | ---- |
| József Pércsi    | 1,5  | Superiorità | Wayne Baughman     | 8,5  |
| Nicolae Neguţ    | 4    | = Parità =  | Håkon Øverby       | 2    |
| Valerij Rezancev | 2    | Abbandono   | Günter Kowalewski  |      |
| Kimuchi Tani     | 5    | Schienata   | Lothar Metz        | 9    |
| Josip Čorak      | 3    | = Parità =  | Czesław Kwieciński | 5    |

### 4º Turno
Si è disputato il 9 settembre
| Vincitore          | Pen. | Risultato | Sconfitto     | Pen. |
| ------------------ | ---- | --------- | ------------- | ---- |
| József Pércsi      | 2,5  | Ai Punti  | Håkon Øverby  | 5    |
| Josip Čorak        | 3    | Schienata | Nicolae Neguţ | 8    |
| Valerij Rezancev   | 2    | Schienata | Kimuchi Tani  | 9    |
| Czesław Kwieciński | 5    | Esentato  |               |      |

### 5º Turno
Si è disputato il 9 settembre
| Vincitore          | Pen. | Risultato | Sconfitto     | Pen. |
| ------------------ | ---- | --------- | ------------- | ---- |
| Czesław Kwieciński | 5    | Schienata | József Pércsi | 6,5  |
| Valerij Rezancev   | 2    | Schienata | Håkon Øverby  | 9    |
| Josip Čorak        | 3    |           |               |      |

### Turno finale
Si è disputato il 10 settembre
| Vincitore        | Pen. | Risultato  | Sconfitto          | Pen. |
| ---------------- | ---- | ---------- | ------------------ | ---- |
| Josip Čorak      | 2    | = Parità = | Czesław Kwieciński | 2    |
| Valerij Rezancev | 1    | Ai Punti   | Josip Čorak        | 5    |
| Valerij Rezancev | 2    | Ai Punti   | Czesław Kwieciński | 5    |

1. ↑  Disputato nel 3º turno

## Classifica finale
| Pos.    | Atleta                 | Nazione          |
| ------- | ---------------------- | ---------------- |
| Oro     | Valerij Rezancev       | Unione Sovietica |
| Argento | Josip Čorak            | Jugoslavia       |
| Bronzo  | Czesław Kwieciński     | Polonia          |
| 4       | József Pércsi          | Ungheria         |
| 5       | Håkon Øverby           | Norvegia         |
| 6       | Nicolae Neguţ          | Romania          |
| 7       | Kimuchi Tani           | Giappone         |
| 8       | Wayne Baughman         | Stati Uniti      |
| 9       | Lothar Metz            | Germania Est     |
| 10      | Günter Kowalewski      | Germania Ovest   |
| 11      | Stoyan Nikolov         | Bulgaria         |
| 12      | Jean-Marie Chardonnens | Svizzera         |
| 12      | Roland Andersson       | Svezia           |